# Есин, Олег Алексеевич
Олег Алексеевич Есин (20 сентября 1904, Екатеринбург, Пермская губерния — 13 августа 1979, Свердловск) — советский учёный-химик, руководитель Лаборатории физической химии металлургических расплавов Института металлургии Уральского отделения АН СССР. Создатель в СССР научной школы в области физической химии пирометаллургических процессов, автор 500 печатных работ и 10 монографий.

## Биография
Родился 7 сентября (20 сентября по новому стилю) 1904 года в Екатеринбурге. Его отец умер, когда мальчику исполнилось пять лет. С тринадцати лет Олег начал работать.
В 1920 году поступил и в 1925 году окончил Уральский политехнический институт, получив специальность по электрохимии, и был оставлен при вузе аспирантом, которую окончил в 1928 году. В 1929 году был командирован в Германию к профессору Эриху Мюллеру в институт физхимии и электрохимии, Дрезден. По возвращении в 1930 году, продолжил работу в УПИ, сначала в должностях ассистента и доцента, затем профессора по кафедре технологии электрохимических производств. В 1935—1940 годах заведовал кафедрой физической химии в Уральском университете. В 1925—1943 годах Есин работал в области электрохимии. Занимался исследованиями по совместному разряду ионов при электролизе, а также работал в области теории двойного электрического слоя на границе «металл-электролит», что принесло учёному мировую известность.
В 1937 году под руководством О. А. Есина студент химического факультета Уральского университета Б. Ф. Марков (впоследствии тоже ставший профессором), выполнил дипломную работу «Экспериментальное исследование адсорбции ионов йода на ртути». Явление, обнаруженное студентом и профессором в результате этой работы, получило на международной конференции по электрохимии в Канаде название «эффект Есина-Маркова» (зависимость потенциала нулевого заряда от концентрации электролита).
В течение 1943—1969 годов был заведующим кафедрой теории металлургических процессов Уральского политехнического института. В 1953 году ему присуждена учёная степень доктора технических наук. В годы Великой Отечественной войны провёл много времени на Пышминском медеэлектролитном заводе, где выполнил работы по интенсификации процессов электролиза меди, устранил брак в производстве биметалла «медь-железо», необходимого для изготовления гильз патронов и снарядов, разработал технологию и наладил единственное в СССР производство медного порошка для танковых и авиационных моторов.
В 1949 году создал в Институте химии и металлургии Уральского филиала АН СССР группу, а затем — лабораторию физической химии металлургических расплавов, которой руководил по 1971 год (с 1972 по 1979 годы был консультантом). В 1961 году организовал в Уральском политехническом институте подготовку и выпуск инженеров по специальности «Физико-химические исследования металлургических процессов».
Совместно с П.В. Гельдом написал фундаментальный двухтомный труд «Физическая химия пирометаллургических процессов» (1950—1954), отмеченный премией им. академика А. Н. Баха.
Умер в Свердловске 13 августа 1979 года, похоронен на Широкореченском кладбище.

## Награды
- Был награждён орденами Ленина (1958) и Трудового Красного Знамени (1951, 1974), а также медалями.
- Заслуженный деятель науки и техники РСФСР (1964).
- Лауреат Государственной премии СССР (1982, посмертно) и Премии им. академика А. Н. Баха (1956).